# 噴水孔

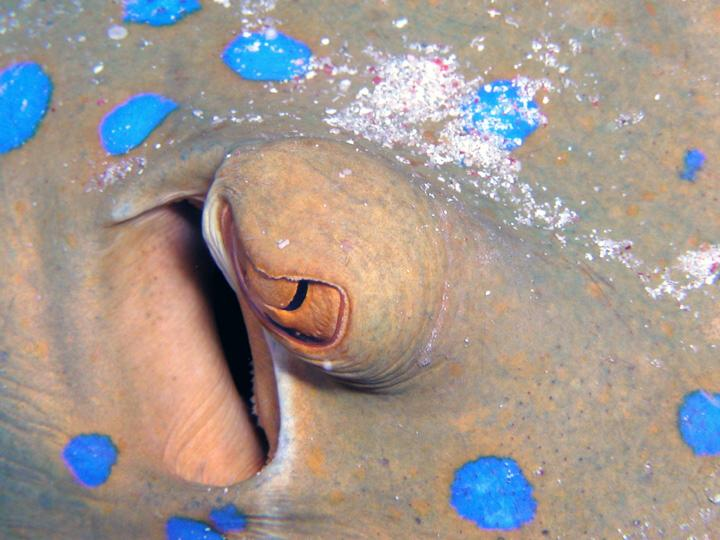
ルリホシエイの噴水孔

噴水孔（ふんすいこう、Spiracles）は特定の脊椎動物において眼の後方に存在する、通常は呼吸器系に繋がる開口部である。

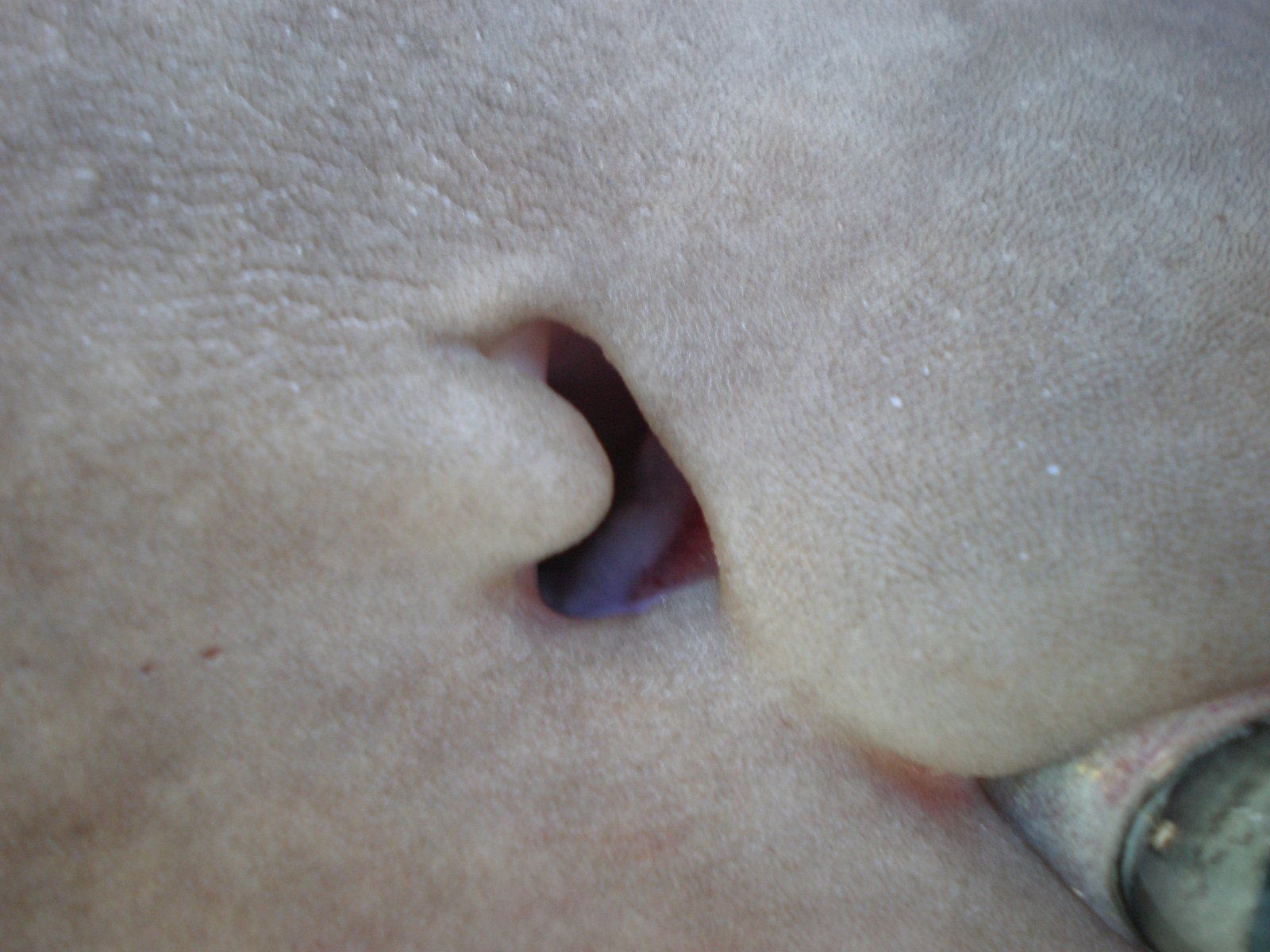
の噴水孔

無顎類では、口の直後にある第一鰓裂（他の鰓裂と同型）がこれに相当する。初期の顎口上綱における顎の進化に伴い、顎骨弓と舌骨弓に挟まれた鰓裂は下方から閉じられ、穴状に残存した部分が噴水孔となった。噴水孔には偽鰓と呼ばれる小さな器官が付属する。これは真の鰓に似た構造を持つが、真の鰓を通過した後の酸素豊富な血液が流れるという点で異なる。
多くのサメとエイは噴水孔を通して水を口腔へ吸い込み、その後に鰓へと送り込む。噴水孔が頭部の上の方に位置することで、底質にほぼ潜り込んだ状態で呼吸できる種も多い。高速遊泳に適応したサメの中には、前進によって強制的に鰓に水を通過させるラム換水 (ram ventilation) のみにより呼吸するものがおり、そのようなメジロザメ科やシュモクザメ科などのサメは噴水孔を失っている。ギンザメは噴水孔を持たず、鰓蓋を用いた口腔ポンプによって呼吸する。
硬骨魚はギンザメ同様に鰓蓋を用いて呼吸する。最も基盤的な条鰭類であるポリプテルスが肺に空気を吸い込むために噴水孔を用いることから、全ての硬骨魚と四肢動物の祖先は元来このように空気呼吸していたことが推測される。シーラカンスでは噴水孔は閉じており、これは深海生活に移行したため空気呼吸を行う肺を失ったことと関連している可能性がある。チョウザメ目は痕跡的な噴水孔を残すが、全骨類ではさらに退化し、真骨類（全魚類の96%の種を含む）では完全に消失している。
初期の四肢動物では噴水孔は耳切痕となり、未だ呼吸の機能を担っていたと推測される。これは現生の四肢動物では耳管となり、呼吸の機能は失ったものの口腔との接続を保っている。